# 27521 Josschindler
27521 Josschindler este o planetă minoră (asteroid) din centura de asteroizi. A fost descoperită pe 24 aprilie 2000 la Stația Anderson Mesa de Lowell Observatory Near-Earth-Object Search. 
Obiectul prezintă o orbită caracterizată de o semiaxă mare de 2,874769 UAi, o excentricitate de 0,07, o înclinație de 2,9127 ° în raport cu ecliptica.